# تپه خندان امزاجرد
تپه خندان امزاجرد مربوط به دوران پیش از تاریخ ایران باستان - دوران‌های تاریخی پس از اسلام است و در شهرستان همدان، بخش مرکزی، روستای امزاجرد واقع شده و این اثر در تاریخ ۲۴ فروردین ۱۳۸۲ با شمارهٔ ثبت ۸۰۷۹ به‌عنوان یکی از آثار ملی ایران به ثبت رسیده است.